# Вінона (Техас)
Вінона (англ. Winona) — місто (англ. town) в США, в окрузі Сміт штату Техас. Населення — 623 особи (2020).

## Географія
Вінона розташована за координатами 32°29′33″ пн. ш. 95°10′39″ зх. д. / 32.49250° пн. ш. 95.17750° зх. д. (32.492610, -95.177413).  За даними Бюро перепису населення США в 2010 році місто мало площу 4,03 км², з яких 3,99 км² — суходіл та 0,04 км² — водойми.

## Демографія
Згідно з переписом 2010 року, у місті мешкало 576 осіб у 215 домогосподарствах у складі 152 родин. Густота населення становила 143 особи/км².  Було 243 помешкання (60/км²).
Расовий склад населення:
| - 80,2 % — білих - 11,6 % — чорних або афроамериканців - 1,4 % — корінних американців - 0,2 % — азіатів - 6,3 % — осіб інших рас |

До двох чи більше рас належало 0,3 %. Частка іспаномовних становила 9,7 % від усіх жителів.
За віковим діапазоном населення розподілялося таким чином: 27,8 % — особи молодші 18 років, 57,8 % — особи у віці 18—64 років, 14,4 % — особи у віці 65 років та старші. Медіана віку мешканця становила 38,4 року. На 100 осіб жіночої статі у місті припадало 101,4 чоловіків;  на 100 жінок у віці від 18 років та старших — 94,4 чоловіків також старших 18 років.
Середній дохід на одне домашнє господарство  становив 56 669 доларів США (медіана — 39 653), а середній дохід на одну сім'ю — 71 064 долари (медіана — 56 750). За межею бідності перебувало 14,3 % осіб, у тому числі 11,1 % дітей у віці до 18 років та 12,6 % осіб у віці 65 років та старших.
Цивільне працевлаштоване населення становило 370 осіб. Основні галузі зайнятості: освіта, охорона здоров'я та соціальна допомога — 30,5 %, роздрібна торгівля — 14,1 %, будівництво — 11,6 %, сільське господарство, лісництво, риболовля — 11,6 %.